# Tim Blake Nelson
Timothy Blake Nelson, detto Tim (Tulsa, 11 maggio 1964), è un attore e regista statunitense.

## Biografia
Nato a Tulsa, nell'Oklahoma, in una famiglia ebraica d'origini russe per parte di padre e tedesche per quella di madre, dopo aver studiato alla High School Holland Hall School ed essersi laureato all'Università Brown, dove si fa notare anche come giocatore di hockey su ghiaccio, Nelson debutta nel 1992 nel film di Nora Ephron This Is My Life. In seguito, dopo alcuni ruoli televisivi, ottiene il ruolo di un agente dell'FBI nel film Donnie Brasco, prima di venire scelto da Terrence Malick per il film bellico La sottile linea rossa. Dopo aver partecipato a Hamlet 2000, lavora nel film dei fratelli Coen Fratello, dove sei?, nel quale si cimenta anche come cantante blues.
Dopo aver già diretto un lungometraggio e un cortometraggio, nel 2001 dirige O come Otello, versione moderna del dramma di William Shakespeare, nel stesso anno dirige anche La zona grigia, ambientato nei campi di Auschwitz, tema a lui caro visto che i nonni materni si rifugiarono negli Stati Uniti nel 1941 per sfuggire alle deportazioni naziste durante la seconda guerra mondiale. Dal 2002 torna davanti alla macchina da presa, prendendo parte a film come The Good Girl, Minority Report, Wonderland e Mi presenti i tuoi?.
Nel 2004 interpreta il folle dottor Jonathan Jacobo nel film di mistero e azione Scooby-Doo 2 - Mostri scatenati e nel 2005 torna a lavorare con George Clooney in Syriana, mentre nel 2006 partecipa al film indipendente The Darwin Awards - Suicidi accidentali per menti poco evolute. Nel film del Marvel Cinematic Universe L'incredibile Hulk, uscito nel 2008, Nelson interpreta Samuel Sterns, scienziato che aiuta Bruce Banner (Hulk). Nel 2015 ha interpretato il villain dottor Harvey Allen, nel film Fantastic 4 - I Fantastici Quattro, diretto da Josh Trank, inoltre ha diretto e interpretato il film Anesthesia. Nel 2019 ottiene il ruolo del vigilante mascherato Specchio, nella miniserie televisiva Watchmen, ideata da Damon Lindelof per HBO. Nello stesso anno interpreta il corrotto vicepresidente Martin James Kirby nel film thriller d'azione Attacco al potere 3 al fianco di Gerard Butler e Morgan Freeman. Nel 2025 riprende il ruolo del dottor Samuel Sterns (Capo), stavolta come antagonista principale nel film Captain America: Brave New World. 

### Vita privata
È sposato dal 1994 con l'attrice Lisa Benavides, da cui ha avuto tre figli.

## Filmografia parziale

### Attore

#### Cinema
- This Is My Life, regia di Nora Ephron (1992)
- Amateur, regia di Hal Hartley (1994)
- Pesi massimi (Heavy Weights), regia di Steven Brill (1995)
- Donnie Brasco, regia di Mike Newell (1997)
- Prix Fixe, regia di Jonathan Glatzer – cortometraggio (1997)
- La sottile linea rossa (The Thin Red Line), regia di Terrence Malick (1998)
- Hamlet 2000 (Hamlet), regia di Michael Almereyda (2000)
- Fratello, dove sei? (O Brother, Where Art Thou?), regia di Joel ed Ethan Coen (2000)
- The Good Girl, regia di Miguel Arteta (2002)
- Cherish, regia di Finn Taylor (2002)
- Minority Report, regia di Steven Spielberg (2002)
- A Foreign Affair, regia di Helmut Schleppi (2003)
- Holes - Buchi nel deserto (Holes), regia di Andrew Davis (2003)
- Wonderland - Massacro a Hollywood (Wonderland), regia di James Cox (2003)
- Scooby-Doo 2 - Mostri scatenati (Scooby Doo 2: Monsters Unleashed), regia di Raja Gosnell (2004)
- Last Shot (The Last Shot), regia di Jeff Nathanson (2004)
- Bereft, regia di Tim Daly e J. Clark Mathis (2004)
- Mi presenti i tuoi? (Meet the Fockers), regia di Jay Roach (2004)
- La banda del porno - Dilettanti allo sbaraglio! (The Moguls), regia di Michael Traeger (2005)
- My Suicidal Sweetheart, regia di Michael Parness (2005)
- The Big White, regia di Mark Mylod (2005)
- Syriana, regia di Stephen Gaghan (2005)
- Come Early Morning, regia di Joey Lauren Adams (2006)
- The Darwin Awards - Suicidi accidentali per menti poco evolute (The Darwin Awards), regia di Finn Taylor (2006)
- Hoot, regia di Wil Shriner (2006)
- Fido, regia di Andrew Currie (2006)
- The Astronaut Farmer, regia di Michael Polish (2006)
- L'incredibile Hulk (The Incredible Hulk), regia di Louis Leterrier (2008)
- American Violet, regia di Tim Disney (2008)
- Saint John of Las Vegas, regia di Hue Rhodes (2009)
- Fratelli in erba (Leaves of Grass), regia di Tim Blake Nelson (2009)
- Le regole della truffa (Flypaper), regia di Rob Minkoff (2011)
- Detachment - Il distacco (Detachment), regia di Tony Kaye (2011)
- Un anno da leoni (The Big Year), regia di David Frankel (2011)
- Qualcosa di straordinario (Big Miracle), regia di Ken Kwapis (2012)
- Lincoln, regia di Steven Spielberg (2012)
- Blue Caprice, regia di Alexandre Moors (2013)
- As I Lay Dying, regia di James Franco (2013)
- Child of God, regia di James Franco (2013)
- The Homesman, regia di Tommy Lee Jones (2014)
- La regola del gioco (Kill the Messenger), regia di Michael Cuesta (2014)
- Anesthesia, regia di Tim Blake Nelson (2015)
- Fantastic 4 - I Fantastici Quattro (The Fantastic Four), regia di Josh Trank (2015)
- Billy Lynn - Un giorno da eroe (Billy Lynn's Long Halftime Walk), regia di Ang Lee (2016)
- Colossal, regia di Nacho Vigalondo (2016)
- Deidra e Laney rapinano un treno, regia di Sydney Freeland (2017)
- La scomparsa di Sidney Hall (The Vanishing of Sidney Hall), regia di Shawn Christensen (2017)
- La ballata di Buster Scruggs (The Ballad of Buster Scruggs), regia di Joel ed Ethan Coen (2018)
- Monster, regia di Anthony Mandler (2018)
- Attenti a quelle due (The Hustle), regia di Chris Addison (2019)
- The Report, regia di Scott Z. Burns (2019)
- Attacco al potere 3 - Angel Has Fallen (Angel Has Fallen), regia di Ric Roman Waugh (2019)
- Il diritto di opporsi (Just Mercy), regia di Destin Daniel Cretton (2019)
- Jesus Rolls - Quintana è tornato! (The Jesus Rolls), regia di John Turturro (2019)
- Naked Singularity, regia di Chase Palmer (2021)
- Old Henry, regia di Potsy Ponciroli (2021)
- Ghosts of the Ozarks, regia di Jordan Wayne Long e Matt Glass (2021)
- La fiera delle illusioni - Nightmare Alley (Nightmare Alley), regia di Guillermo del Toro (2021)
- National Champions, regia di Ric Roman Waugh (2021)
- Ghosted, regia di Dexter Fletcher (2023)
- The Bricklayer, regia di Renny Harlin (2023)
- Greedy People, regia di Potsy Ponciroli (2024)
- Captain America: Brave New World, regia di Julius Onah (2025)

#### Televisione
- Dead Man's Walk, regia di Yves Simoneau – miniserie TV (1996)
- Franklin D. Roosevelt - Un uomo, un presidente (Warm Springs), regia di Joseph Sargent – film TV (2005)
- CSI - Scena del crimine (CSI: Crime Scene Investigation) – serie TV, episodio 10x03 (2009)
- Possible Side Effects, regia di Tim Robbins – episodio pilota (2009)
- Chaos – serie TV, 13 episodi (2011)
- Modern Family – serie TV, episodio 3x01 (2011)
- Klondike, regia di Simon Cellan Jones – miniserie TV (2014)
- Unbreakable Kimmy Schmidt - serie TV, 4 episodi (2015, 2019)
- Wormwood – miniserie TV, 5 puntate (2017)
- Watchmen – miniserie TV, 6 episodi (2019)
- Cabinet of Curiosities - serie TV (2022)

### Doppiatore
- Joe's Apartment, regia di John Payson (1996)
- L'incredibile Hulk, videogioco (2008)
- Black Dynamite – serie animata, 4 episodi (2012-2015)
- Dallas & Robo – serie animata, 8 episodi (2018)
- Pinocchio, regia di Guillermo del Toro (2022)

### Regista
- Eye of God (1997)
- Kansas – cortometraggio (1998)
- O come Otello (O) (2001)
- La zona grigia (The Grey Zone) (2001)
- Haskett's Chance – film TV (2006)
- Fratelli in erba (Leaves of Grass) (2009)
- Anesthesia (2015)
- Z - L'inizio di tutto (Z: The Beginning of Everything) – serie TV, episodio 1x01 (2015)

### Sceneggiatore
- Eye of God, regia di Tim Blake Nelson (1997)
- Kansas, regia di Tim Blake Nelson – cortometraggio (1998)
- La zona grigia (The Grey Zone), regia di Tim Blake Nelson (2001)
- Fratelli in erba (Leaves of Grass), regia di Tim Blake Nelson (2009)
- Anesthesia, regia di Tim Blake Nelson (2015)

### Produttore
- La zona grigia (The Grey Zone), regia di Tim Blake Nelson (2001)
- A Foreign Affair, regia di Helmut Schleppi (2003)
- Fratelli in erba (Leaves of Grass), regia di Tim Blake Nelson (2009)
- Anesthesia, regia di Tim Blake Nelson (2015)

### Montatore
- La zona grigia (The Grey Zone), regia di Tim Blake Nelson (2001)

## Doppiatori italiani
Nelle versioni in italiano delle opere in cui ha recitato, Tim Blake Nelson è stato doppiato da:
- Oreste Baldini in The Big White, L'incredibile Hulk, Le regole della truffa, Attacco al potere 3 - Angel Has Fallen, Naked Singularity, La fiera delle illusioni - Nightmare Alley, Captain America: Brave New World
- Gianluca Iacono ne La banda del porno - Dilettanti allo sbaraglio!, Detachment - Il distacco, Klondike, Cabinet of Curiosities
- Roberto Draghetti in The Good Girl, The Darwin Awards - Suicidi accidentali per menti poco evolute
- Mino Caprio in CSI - Scena del crimine, Syriana, Fido
- Pasquale Anselmo in Last Shot, Modern Family, Greedy People
- Pino Ammendola in Minority Report, Holes - Buchi nel deserto
- Roberto Accornero in Anesthesia, Old Henry
- Angelo Maggi in Fratelli in erba, Chaos
- Alessandro Budroni in Lincoln, The Report
- Francesco Prando in Fantastic 4 - I Fantastici Quattro, Monster
- Antonio Palumbo in Wormwood, Il diritto di opporsi
- Sandro Acerbo in Fratello, dove sei?
- Stefano Mondini in Wonderland
- Massimo Lodolo in Scooby-Doo 2 - Mostri scatenati
- Enrico Pallini in Mi presenti i tuoi?
- Alessandro Spadorcia in Franklin D. Roosevelt - Un uomo, un presidente
- Roberto Gammino in Hoot
- Luca Dal Fabbro in Qualcosa di straordinario
- Sergio Lucchetti ne La regola del gioco
- Vladimiro Conti in Unbreakable Kimmy Schmidt (st. 1)
- Francesco Meoni in Unbreakable Kimmy Schmidt (ep. 4x09)
- Claudio Moneta in Billy Lynn - Un giorno da eroe
- Roberto Certomà in Colossal
- Fabrizio Pucci ne La ballata di Buster Scruggs
- Stefano Thermes in Watchmen
- Riccardo Rossi in Ghosted

Da doppiatore è sostituito da:
- Lorenzo Scattorin in L'incredibile Hulk (videogioco)
- Luigi Ferraro in Pinocchio di Guillermo del Toro